# Гумба
Гумба (яп. クリボー Курибо:, англ. Goomba) — злые грибы, разновидность противников игрока в серии игр Mario.
Так же, как и Купы, грибы гумбы являются основными противниками Марио практически во всех играх данной серии.
Гумбы — это плотоядные грибы, способные бегать и иногда летать. Обычно, это стандартные и самые слабые противники Марио, чьё преимущество выражается только в их количестве, но не в интеллекте или каких-либо способностях.
Гумба имеет коричневую шляпку и обычно белую ножку. Он почти всегда злой. Первый раз появился в Super Mario Bros. на самом первом уровне игры, но несмотря на это, на картридж был добавлен одним из последних. Для уничтожения требуется прыгнуть сверху или метнуть любым снарядом. В Super Mario World появляется некий коричневый гумба похожий на картошку — Галумба. Если прыгнуть на него он перевернётся, если после этого ничего не сделать то он встанет через некоторое время. Если нажать кнопку «Y», вы возьмёте гумбу и ещё раз нажав ту же кнопку швырнёте. Также разновидность гумбы — Гумбака не падает с края платформы, тогда как гумба упал бы сразу. Больше о гумбах ничего не известно.

## Появление и прообраз
Гумбы были придуманы в 1985 году, во время создания игры Super Mario Bros.. Своим появлением столь необычные персонажи обязаны чистой случайности. Когда игра прошла заключительное тестирование, и уже была готова к серийному выпуску, разработчики задумались над тем, что в ней отсутствуют слабые враги. Купы, которые на тот момент значились самыми лёгкими врагами, всё-таки требовали от игроков сноровки для своего уничтожения. Поэтому, в спешном порядке, в игру были введены новые враги — Гумбы, которые уничтожались элементарными способами, в том числе и обычным ударом сверху.
Несмотря на столь спонтанное появление, эти персонажи очень быстро стали едва ли не эмблемой серии игр про Марио, и с момента своего дебюта встречаются во всех последующих играх. За это время Гумбы обрели массу разновидностей, и задействованы в играх до сих пор, перебираясь вместе с Марио на новые игровые платформы.
Прообразом персонажа стал, как ни странно, обычный древесный съедобный гриб шиитаке, весьма популярный в Азии.

## Внешний вид и повадки

Гумба из Super Mario Bros.

Гумбы — это злые и очень глупые плотоядные грибы, населяющие всё Грибное королевство. Они выглядят как обычные грибы с треугольными (со сглаженными углами) коричневыми шляпками. Помимо этого Гумбы способны передвигаться благодаря двум эллипсовидным ножкам.
У Гумб большие совиные глаза, длинные брови и рты с двумя клыками. Из-за ограниченности первоначальной прорисовки, игроки частенько путали их с совами. В дальнейшем, когда гумбы перекочевали в 3D формат, их грибная сущность стала неоспоримой.
Обычно гумбы крайне примитивны. Чаще всего они встречаются на начальных этапах игры. Уничтожаются эти существа довольно просто, хотя порой попадаются отдельные экземпляры, заставляющие понервничать бывалых игроков.
Зачастую гумбы прислуживают Боузеру, как самая мелкая боевая единица. Но бывает, что они объединяются в небольшие преступные сообщества (например, как пираты). Но как показано в одной игре(другие тоже считаются), что есть особые гумбы где не имеют никакого отношения к Боузеру, или к каким другим преступным фракциям. Одну из них назвали Гумбеллой.

## Разновидности
Обретя популярность, гумбы стали активно эволюционировать. Вскоре появились летающие гумбы (Парагумбы. Впервые появились в Super Mario Bros. 3), большие гумбы (Мегагумбы), разноцветные гумбы и т. д. Но суть их не изменилась. Это всё те же злые грибы-хищники. В Super Mario World гумбы стали больше похожи на колобков, чем на грибы и изменили японское имя (яп.クリボ). В Super Mario 3D World даже на первом уровне присутствуют Гумбы-Коты цвета охры, победив их, игрок получает Суперколокольчик, превращающий игрока в кота.

## Гумбы в кино
В мультсериале встречались гумбы-мумии, и гумбы-надзиратели (последние привязывали к шляпкам дубинки, так как не имели рук, чтобы их удерживать).
В кинофильме «Супербратья Марио» гумбами называли диэволюционированных обитателей параллельного мира. Превратившись в гумбу, они становились огромными, глупыми и послушными солдатами короля Купы.